# Psyche syriaca
Psyche syriaca är en fjärilsart som beskrevs av Hans Rebel 1917. Psyche syriaca ingår i släktet Psyche och familjen säckspinnare. Inga underarter finns listade.